# Guaratinguetá
Guaratinguetá, amtlich portugiesisch Município da Estância Turística de Guaratinguetá, ist eine brasilianische Stadt im Osten des Bundesstaates São Paulo mit rund 120.000 Einwohnern.
Der Município erstreckt sich über 751 km² auf einer durchschnittlichen Höhe von 530 m ü. NN. Der Name der Stadt entstammt einer Tupí-Sprache: gûyra (Reiher), tinga (weiß) und etá (viele), also Gûyrating'etá (viele weiße Reiher).
Die Basketball-Südamerikameisterschaft der Damen 1986 fand hier statt.

## Bildung und Wirtschaft
Guaratinguetá liegt im Vale do Paraíba, einer der wirtschaftsstärksten Regionen Brasiliens. Die Fakultät für Ingenieurwissenschaften (FEG) der staatlichen Universität UNESP befindet sich in Guaratinguetá, ebenso wie Anlagen der deutschen Firmen BASF und Liebherr.

## Städtepartnerschaften
Im Oktober 1992 schloss die Gemeinde eine Schwesterstadtabkommen mit dem japanischen Ōizumi.

## Bevölkerungsentwicklung
| Jahr | Einwohner |
| 1920 | 20.440    |
| 1930 | 26.895    |
| 1940 | 28.566    |
| 1950 | 31.265    |
| 1960 | 54.200    |

| Jahr | Einwohner |
| 1970 | 60.636    |
| 1980 | 72.598    |
| 1991 | 85.692    |
| 2000 | 98.313    |
| 2010 | 112.072   |

## Söhne und Töchter der Stadt
- Frei Galvão (1739–1822), Franziskaner, Heiliger
- Francisco de Paula Rodrigues Alves (1848–1919), Politiker, von 1902 bis 1906 Staatspräsident
- Ivanir Mandrake do Nascimento (1934–1988), Perkussionist
- Antônio Silva (* 1952), Fußballspieler und -trainer
- Fabiana Diniz (* 1981), Handballspielerin
- Felipe Dias da Silva dal Belo, genannt Felipe (* 1984), Fußballspieler